# Survivor: South Pacific
Survivor: South Pacific foi a vigésima-terceira temporada do reality show competitivo Survivor produzido pela rede de televisão americana CBS. A temporada foi gravada nas proximidades da ilha Upolu em Samoa e estreou em 14 de setembro de 2011 com um episódio de 90 minutos de duração.
A ilha Upolu que já serviu de cenários para duas temporadas anteriores, Survivor: Samoa e Survivor: Heroes vs. Villains não era a escolha para servir de cenário para o programa. A produção desistiu da locação inicial, Tonga, por motivos econômicos. A Ilha da Redenção, introduzida na temporada anterior foi apresentada novamente. Dezesseis novos competidores mais dois jogadores de temporadas passadas em busca de redenção formaram o elenco desta temporada. Oscar "Ozzy" Lusth que competiu pela primeira vez em 2006 em Survivor: Cook Islands e retornou em 2008 em Survivor: Micronesia e Benjamin "Coach" Wade de Survivor: Tocantins (2009) e Survivor: Heroes vs. Villains (2010) retornaram para sua terceira tentativa de ganhar o prêmio de 1 milhão de dólares.
As tribos iniciais foram Savaii, representada pela bandana vermelha, e Upolu, representada pela bandana azul, ambas compostas por 9 integrantes cada. Os nomes das tribos são referência às duas principais e maiores ilhas que compõem o arquipélago de Samoa. A tribo da fusão, representada pela cor amarela, foi denominada Te Tuna em referência a uma lenda samoana que conta a história das origens do coqueiro.
No episódio final da temporada, em 18 de dezembro de 2011, Sophie Clarke foi revelada como vencedora, tendo derrotado Benjamin "Coach" Wade e Albert Destrade por, respectivamente, 6-3-0 votos. Oscar "Ozzy" Lusth foi eleito, pelo público, como o competidor mais popular da temporada e ganhou um prêmio de cem mil dólares. A vitória de Ozzy, como competidor mais popular, entrou para a história do programa pela maior margem de votos entre o primeiro e segundo colocado, neste caso, John Cochran.

## Participantes
- Albert Destrade - 26 anos – Plantation, Flórida
- Benjamin "Coach" Wade - 39 anos – Susanville, Califórnia
- Brandon Hantz - 19 anos – Katy, Texas
- Christine Shields Markoski - 35 anos – Merrick, Nova Iorque
- Dawn Meehan - 41 anos – South Jordan,  Utah
- Edna Ma - 35 anos – Los Angeles, Califórnia
- Elyse Umemoto - 27 anos – Las Vegas, Nevada
- Jim Rice - 35 anos – Denver, Colorado
- John Cochran - 24 anos – Oakton, Virginia
- Keith Tollefson - 26 anos – San Diego, Califórnia
- Mark "Papa Bear" Caruso - 48 anos – Forest Hills, Nova Iorque
- Mikayla Wingle - 22 anos – Tampa, Flórida
- Oscar "Ozzy" Lusth  - 30 anos – Venice, Califórnia
- Rick Nelson - 51 anos - Aurora, Utah
- Semhar Tadesse - 24 anos – Los Angeles, Califórnia
- Sophie Clarke - 22 anos – Willsboro, Nova Iorque
- Stacey Powell - 44 anos – Grand Prairie, Texas
- Whitney Duncan - 27 anos - Nashville, Tennessee

### Processo de seleção
Alina Wilson de Survivor: Nicaragua foi sondada para retornar nesta temporada, mas foi descartada na seleção final. Jeff Varner de Survivor: The Australian Outback também foi sondado para retornar, ele aceitou o convite da produção, mas foi cortado. Michael Skupin, também de The Australian Outback, recusou um convite para voltar devido ao falecimento de sua mãe, ele mais tarde retornou em Survivor: Philippines.
Após participarem do programa The Amazing Race, Jenna Morasca, vencedora de Survivor: The Amazon, e seu namorado Ethan Zohn, vencedor de Survivor: Africa foram convidados para voltarem ao seu reality original, mas recusaram a oferta alegando que não gostariam de competir um contra outro novamente como fizeram em Survivor: All-Stars. Shane Powers de Survivor: Panama foi cogitado como retornante, mas foi cortado nos momentos finais de seleção e substituído por Ozzy Lusth.
Entre os novatos destacam-se Brandon Hantz, sobrinho do notório participante Russel Hantz e a cantora country Whitney Duncan, finalista da quinta temporada do programa Nashville Star.

### Aparições futuras
Brandon Hantz, John Cochran e Dawn Meehan retornaram para uma segunda chance de ganhar o prêmio de um milhão de dólares na 26ª temporada do programa, Survivor: Caramoan. Brandon terminou na 15ª colocação, Dawn ficou na 2ª colocação e Cochran foi o vencedor da temporada.
Whitney Duncan e Keith Tollefson, que se casaram após o programa, participaram como uma equipe na 25ª temporada do reality The Amazing Race e terminaram na 8ª posição.

## Progresso dos Participantes
| Participante                                          | Tribo Original | Tribo Pós-Fusão | Eliminado            | Ilha da Redenção              | Colocação Final                       | Total de Votos |
| ----------------------------------------------------- | -------------- | --------------- | -------------------- | ----------------------------- | ------------------------------------- | -------------- |
| Semhar Tadesse                                        | Savaii         |                 | 1º Eliminado Dia 3   | Derrotado no 1º Duelo Dia 6   | 18º Colocado Dia 6                    | 8              |
| Mark "Papa Bear" Caruso                               | Savaii         |                 | 3º Eliminado Dia 8   | Derrotado no 2º Duelo Dia 9   | 17º Colocado Dia 9                    | 6              |
| Stacey Powell                                         | Upolu          |                 | 4º Eliminado Dia 11  | Derrotado no 3º Duelo Dia 12  | 16º Colocado Dia 12                   | 10             |
| Elyse Umemoto                                         | Savaii         |                 | 5º Eliminado Dia 14  | Derrotado no 4º Duelo Dia 15  | 15º Colocado Dia 15                   | 3              |
| Mikayla Wingle                                        | Upolu          |                 | 6º Eliminado Dia 16  | Derrotado no 5º Duelo Dia 17  | 14º Colocado Dia 17                   | 4              |
| Christine Shields                                     | Upolu          |                 | 2º Eliminado Dia 5   | Derrotado no 6º Duelo Dia 19  | 13º Colocado Dia 19                   | 4              |
| Oscar "Ozzy" Lusth Retornou ao jogo                   | Savaii         |                 | 7º Eliminado Dia 18  | 1º Retornante Dia 19          |                                       |                |
| Jim Rice                                              | Savaii         | Te Tuna         | 10º Eliminado Dia 24 | Derrotado no 7º Duelo Dia 25  | 12º Colocado 1º Membro do Júri Dia 25 | 8              |
| Keith Tollefson                                       | Savaii         | Te Tuna         | 8º Eliminado Dia 21  | Derrotado no 7º Duelo Dia 25  | 11º Colocado 2º Membro do Júri Dia 25 | 121            |
| Dawn Meehan                                           | Savaii         | Te Tuna         | 11º Eliminado Dia 27 | Derrotado no 8º Duelo Dia 28  | 10º Colocado 3º Membro do Júri Dia 28 | 9              |
| Whitney Duncan                                        | Savaii         | Te Tuna         | 12º Eliminado Dia 27 | Derrotado no 8º Duelo Dia 28  | 9º Colocado 4º Membro do Júri Dia 28  | 7              |
| John Cochran                                          | Savaii         | Te Tuna         | 13º Eliminado Dia 30 | Derrotado no 9º Duelo Dia 31  | 8º Colocado 5º Membro do Júri Dia 31  | 13             |
| Edna Ma                                               | Upolu          | Te Tuna         | 14º Eliminado Dia 32 | Derrotado no 10º Duelo Dia 33 | 7º Colocado 6º Membro do Júri Dia 33  | 15             |
| Brandon Hantz                                         | Upolu          | Te Tuna         | 15º Eliminado Dia 35 | Derrotado no 11º Duelo Dia 36 | 6º Colocado 7º Membro do Júri Dia 36  | 4              |
| Oscar "Ozzy" Lusth Retornou ao jogo                   | Savaii         | Te Tuna         |                      | 9º Eliminado Dia 22           | 2º Retornante Dia 36                  |                |
| Rick Nelson                                           | Upolu          | Te Tuna         | 16º Eliminado Dia 37 |                               | 5º Colocado 8º Membro do Júri Dia 37  | 151            |
| Oscar "Ozzy" Lusth Cook Islands & Micronesia          | Savaii         | Te Tuna         | 17º Eliminado Dia 38 |                               | 4º Colocado 9º Membro do Júri Dia 38  | 172            |
| Albert Destrade                                       | Upolu          | Te Tuna         |                      |                               | 3º Colocado                           | 1              |
| Benjamin "Coach" Wade Tocantins & Heroes vs. Villains | Upolu          | Te Tuna         |                      |                               | 2º Colocado                           | 0              |
| Sophie Clarke                                         | Upolu          | Te Tuna         |                      |                               | Último Sobrevivente                   | 5              |

O Total de Votos é o número de votos que o competidor recebeu durante os Conselhos Tribais onde ele era elegível para ser eliminado do jogo. Não inclui os votos recebidos durante o Conselho Tribal Final
↑1  Keith foi eliminado com 6-4 votos após uma votação de desempate entre ele e Rick. Na votação inicial Rick e Keith receberam seis votos cada.
↑2  Ozzy recebeu cinco votos contra ele antes de ser enviado pela primeira vez para a Ilha da Redenção. Posteriormente, recebeu mais nove votos contra antes de ser enviado para a Ilha da Redenção pela segunda vez e, ainda, três outros votos antes de ser eliminado do jogo em definitivo.

## Resumo do Jogo
| Título do episódio         | Data de exibição       | Ilha da Redenção          | Ilha da Redenção          | Ilha da Redenção          | Vencedor(es) do Desafio   | Vencedor(es) do Desafio   | Eliminado                 | Colocação Final           |
| Título do episódio         | Data de exibição       | Habitante                 | Desafiante(s)             | Eliminado                 | Recompensa                | Imunidade                 | Eliminado                 | Colocação Final           |
| -------------------------- | ---------------------- | ------------------------- | ------------------------- | ------------------------- | ------------------------- | ------------------------- | ------------------------- | ------------------------- |
| "I Need Redemption"        | 14 de setembro de 2011 |                           |                           |                           | Savaii                    | Upolu                     | Semhar                    | 1º Eliminado Dia 3        |
| "He Has Demons"            | 21 de setembro de 2011 | Semhar                    |                           |                           | Savaii                    | Savaii                    | Christine                 | 2º Eliminado Dia 5        |
| "Reap What You Sow"        | 28 de setembro de 2011 | Semhar                    | Christine                 | Semhar                    | Upolu                     | Upolu                     | Papa Bear                 | 3º Eliminado Dia 8        |
| "Survivalism"              | 5 de outubro de 2011   | Christine                 | Papa Bear                 | Papa Bear                 | Savaii                    | Savaii                    | Stacey                    | 4º Eliminado Dia 11       |
| "Taste the Victory"        | 12 de outubro de 2011  | Christine                 | Stacey                    | Stacey                    | Upolu                     | Upolu                     | Elyse                     | 5º Eliminado Dia 14       |
| "Free Agent"               | 19 de outubro de 2011  | Christine                 | Elyse                     | Elyse                     | Savaii                    | Savaii                    | Mikayla                   | 6º Eliminado Dia 16       |
| "Trojan Horse"             | 26 de outubro de 2011  | Christine                 | Mikayla                   | Mikayla                   | Upolu                     | Upolu                     | Ozzy                      | 7º Eliminado Dia 18       |
| "Double Agent"             | 2 de novembro de 2011  | Christine                 | Ozzy                      | Christine                 | Não houve recompensa      | Dawn                      | Keith                     | 8º Eliminado Dia 21       |
| "Double Agent"             | 2 de novembro de 2011  | Christine                 | Ozzy                      | Christine                 | Não houve recompensa      | Ozzy                      | Keith                     | 8º Eliminado Dia 21       |
| "Cut Throat"               | 9 de novembro de 2011  | Keith                     |                           |                           | Não houve recompensa      | Jim                       | Ozzy                      | 9º Eliminado Dia 22       |
| "Cut Throat"               | 9 de novembro de 2011  | Keith                     | Whitney                   | Jim                       | Não houve recompensa      | 10º Eliminado Dia 24      |                           |                           |
| "Running the Show"         | 16 de novembro de 2011 | Keith                     | Ozzy                      | Jim                       | Não houve recompensa      | Sophie                    | Dawn                      | 11º Eliminado Dia 27      |
| "Running the Show"         | 16 de novembro de 2011 | Keith                     | Jim                       | Keith                     | Não houve recompensa      | Sophie                    | Whitney                   | 12º Eliminado Dia 27      |
| "A Closer Look"            | 23 de novembro de 2011 | Episódio de recapitulação | Episódio de recapitulação | Episódio de recapitulação | Episódio de recapitulação | Episódio de recapitulação | Episódio de recapitulação | Episódio de recapitulação |
| "Cult Like"                | 30 de novembro de 2011 | Ozzy                      | Dawn                      | Dawn                      | Albert [Coach, Cochran]   | Albert [Coach, Cochran]   | Cochran                   | 13º Eliminado Dia 30      |
| "Cult Like"                | 30 de novembro de 2011 | Ozzy                      | Whitney                   | Whitney                   | Albert [Coach, Cochran]   | Albert [Coach, Cochran]   | Cochran                   | 13º Eliminado Dia 30      |
| "Ticking Time Bomb"        | 7 de dezembro de 2011  | Ozzy                      | Cochran                   | Cochran                   | Não houve recompensa      | Coach                     | Edna                      | 14º Eliminado Dia 32      |
| "Then There Were Five"     | 14 de dezembro de 2011 | Ozzy                      | Edna                      | Edna                      | Brandon (Albert) [Rick]   | Brandon (Albert) [Rick]   | Brandon                   | 15º Eliminado Dia 35      |
| "Loyalties Will Be Broken" | 18 de dezembro de 2011 | Ozzy                      | Brandon                   | Brandon                   | Não houve recompensa      | Ozzy                      | Rick                      | 16º Eliminado Dia 37      |
| "Loyalties Will Be Broken" | 18 de dezembro de 2011 |                           |                           |                           | Não houve recompensa      | Sophie                    | Ozzy                      | 17º Eliminado Dia 38      |
| "Reunion"                  | 18 de dezembro de 2011 |                           |                           |                           |                           |                           | Votação do Júri           | Votação do Júri           |
| "Reunion"                  | 18 de dezembro de 2011 | Albert                    | 3º Colocado               |                           |                           |                           |                           |                           |
| "Reunion"                  | 18 de dezembro de 2011 | Coach                     | 2º Colocado               |                           |                           |                           |                           |                           |
| "Reunion"                  | 18 de dezembro de 2011 | Sophie                    | Último Sobrevivente       |                           |                           |                           |                           |                           |

No caso de mais de uma tribo ou competidor vencer a recompensa ou imunidade, estes serão listados na ordem de conclusão da prova ou alfabeticamente quando a vitória for em grupo. Nas situações onde um competidor venceu e convidou outros para desfrutarem do seu prêmio, estes estão listados entre chaves.
1. 1 2 3 4 5 6  Desafio combinado de recompensa e imunidade.
2. ↑  Retornou ao jogo após vencer o duelo da Ilha da Redenção.
3. ↑  Albert cedeu sua recompensa para Cochran.
4. ↑  No Conselho Tribal Brandon deu sua imunidade para Albert.

## Episódios
| N° do episódio | Título (em português)                                | Enviado(s) Para a Ilha da Redenção | Eliminado(s) - Perdedor(es) do Duelo | Audiência (em milhões) | Data de transmissão original |  |
| --- | ---------------------------------------------------- | ---------------------------------- | ------------------------------------ | ---------------------- | ---------------------------- |  |
| 1 | I Need Redemption (Eu Preciso de Redenção)           | Semhar                             | Não houve duelo                      | 10,74                  | 14 de setembro de 2011       |  |
| Dezesseis novos competidores chegam à arena da Ilha da Redenção remando tradicionais embarcações samoanas. Jeff lhes dá as boas-vindas e imediatamente diz que as tribos não estão completas, dois competidores de edições passadas se juntarão a eles nesta disputa. Ozzy e Coach chegam de helicóptero à arena. Para determinar em qual das tribos os retornantes se juntariam, Jeff pediu que escolhessem entre dois ovos, um com tinta azul dentro e outro com tinta vermelha. Ambos quebraram seus ovos, com Ozzy esmagando o seu no peito para revelar que ele integraria a tribo Savaii e Coach se juntaria à tribo Upolu. A recepção de Coach por sua tribo foi fria enquanto Ozzy teve uma recepção calorosa. Durante as apresentações John pediu para Jeff chamá-lo pelo seu sobrenome, Cochran, da mesma forma que Jeff chamava seus jogadores preferidos de temporadas anteriores. Jeff, também, explicou que a Ilha da Redenção estaria de volta ao jogo e que um Desafio de Recompensa ocorreria imediatamente entre Coach e Ozzy representando suas tribos. Prova de Recompensa: Coach e Ozzy representam suas tribos no primeiro desafio da temporada, denominado Thrilogy. Eles devem escalar um poste de 3,7 metros de altura e recuperar uma pequena tartaruga de madeira no alto. De posse da tartaruga, eles devem cavar sob um tronco até conseguirem espaço suficiente para atravessá-lo. Finalmente, devem resolver um quebra-cabeça de seis níveis baseado na tradicional Torre de Hanói. O primeiro competidor que montar corretamente a torre com a tartaruga no topo ganha a recompensa para sua tribo. Ambos lutaram para completar o quebra-cabeça e solicitaram ajuda de seus companheiros de tribo que assistiam ao desafio e a assistência de Savaii foi fundamental para a vitória de Ozzy. - Recompensa: Taro e pederneira - Vencedor: Ozzy Prova de Imunidade: Na prova Coconut Conundrum as tribos devem correr através de uma pista de obstáculos que inicia com um caminho em ziguezague que obriga as tribos se cruzarem para avançar até a próxima etapa. Em seguida devem cruzar um emaranhado de cordas com vários cocos pendurados nelas e, na sequência, devem transpor uma parede de 3 metros de altura. Com todos os integrantes do outro lado da parede, um membro de cada tribo deve cavar e encontrar um facão e usá-lo para cortar cinco cordas que, uma vez seccionadas, liberaram uma caixa de cocos. Três outros membros da tribo devem atirar esses cocos em uma rede. Quando houver cocos suficientes dentro da rede, a mesma desce e levanta uma bandeira. A primeira tribo que levantar sua bandeira primeiro ganha a imunidade. - - Tribo Vencedora: Upolu Quando Upolu chegou ao seu acampamento, Coach tentou conquistar a simpatia de seus companheiros e superar a acolhida indiferente que ele recebeu, enquanto Christine iniciou sua busca pelo Ídolo de Imunidade escondido. Brandon lutava para manter escondido um segredo pessoal. Ele é sobrinho de Russell Hantz, notório vilão que participou de três temporadas anteriores, e tem o sobrenome da família tatuado em suas costas e braço. Ainda no primeiro dia, Coach formou uma aliança com Albert, Brandon, Rick e Sophie. Em Savaii, Mark pedia para seus companheiros o chamarem de Papa Bear (do inglês, Papai Urso). No dia 2, Dawn teve um colapso emocional que preocupou Ozzy e Papa Bear. O primeiro Desafio de Imunidade foi acirrado, com a tribo Upolu sobrepujando a Savaii por uma pequena diferença. Além da imunidade tribal, a tribo Upolu ganhou uma pederneira e foi informada de que uma pista para o Ídolo de Imunidade foi escondida em seu acampamento. Quando Savaii retornou ao seu acampamento, Jim e Semhar tiveram uma discussão sobre a falta de esforço de Semhar para vencerem o desafio e as constantes críticas de Jim que em nada ajudaram a tribo na realização da prova. A maioria da tribo queria votar e eliminar Semhar devido sua incompetência na etapa de arremessar cocos para a qual ela havia se voluntariado a realizar, mas Ozzy sugeriu que a tribo considerasse em eliminar Cochran por este ser fisicamente inapto. Jim suspeitou das intenções de Ozzy em querer manter Semhar no jogo. Ozzy conversou com Semhar e a alertou que se ela quisesse permanecer no jogo deveria convencer a tribo a eliminar Cochran. Jim contou a Cochran sobre a sugestão de Ozzy e Cochran ficou paranoico pensando na possibilidade de ser o primeiro eliminado. No Conselho Tribal, a tribo debateu se Semhar ou Cochran deveria permanecer na tribo. Quando os votos foram lidos, foi revelado que a tribo votou contra Semhar que se tornou a primeira residente da Ilha da Redenção por 8-1 votos. |                                                      |                                    |                                      |                        |                              |  |
| 2 | He Has Demons (Ele Tem Demônios)                     | Christine                          | Não houve duelo                      | 10,46                  | 21 de setembro de 2011       |  |
| Na Ilha da Redenção, Semhar recitou poesias para confortar-se por estar se sentindo abandonada por sua tribo. Em Upolu, apesar de Coach já possuir uma aliança com outros quatro competidores, ele formou um aliança com Edna. Devido aos seus princípios cristãos, Brandon estava sofrendo por ter que manter em sigilo seu parentesco com Russel Hantz e, portanto, resolveu revelar seu segredo a Coach e pediu que ele não contasse a ninguém. Brandon deu sua palavra de que manteria sua palavra a Coach e permaneceria fiel a sua aliança. Ainda em Upolu, Christine encontrou uma pista para o Ídolo de Imunidade escondido. Brandon continuou a projetar sinistras e sórdidas motivações para as simples atividades que Mikayla realizava no acampamento e se sentiu desconfortável estando perto dela, alegando que ela o lembrava de Parvati Shallow e, assim, planejava eliminá-la o mais breve possível. Em Savaii, Ozzy usou sua prévia experiência no programa e procurou por coisas que estavam fora de seu lugar habitual descobrindo, desta forma, o Ídolo de Imunidade Escondido. Jim pôs em prática um plano para formar uma aliança central com Keith e Ozzy e agregar Elyse e Whitney como membros adicionais, mas descartáveis. Prova de Recompensa/Imunidade: Na prova Crate Scape quatro membros de cada tribo devem desenrolar fitas de um alto poste para soltarem um molho de chaves. Um dos quatro deve usar o molho de chaves para libertar outros quatro membros da tribo. Os quatro competidores libertados devem puxar e empurrar grandes caixotes de modo que liberem caminho para que o maior caixote passe sob uma área demarcada. Quando o maior caixote estiver sob essa marca toda a tribo deve carregá-lo até uma plataforma final. A primeira tribo com esse caixote sobre a plataforma final vence a prova. - Recompensa: Travesseiros, cobertores, uma rede e uma esteira - Tribo Vencedora: Savaii No desafio combinado de Recompensa e Imunidade, os homens de Upolu desperdiçaram uma grande liderança conquistada pelas mulheres na primeira etapa da prova e perderam a imunidade para a tribo Savaii. De volta ao acampamento, Coach estava preocupado com o fato de Christine ter um Ídolo de Imunidade Escondido e sugeriu a sua aliança para dividirem seus votos entre Christine e Stacey com três votos para cada. Brandon pressionou a todos de sua tribo a votarem e eliminarem Mikayla, mas Coach queria que sua aliança mantivesse o plano original já que Mikayla era claramente um apoio importante durante os desafios e não poderia ser descartada. Brandon mentiu para Coach e contou que Christine e Stacey iriam votar em Mikayla. No Conselho Tribal, Coach confrontou Christine e Stacey a respeito de seus votos em Mikayla. Ambas negaram que alguma vez cogitaram em votar em Mikayla. Quando elas questionaram Coach de quem ele tinha ouvido tal boato, Coach desconversou até que, sequencialmente, Brandon confessou ter dito que elas votariam para a eliminação de Mikayla. Quando os votos foram lidos, ficou esclarecido que a aliança de seis seguiu o plano de Coach e dividiram os votos entre Christine e Stacey. Mikayla também votou contra Christine que foi enviada para a Ilha da Redenção por 4-3-1-1 votos. |                                                      |                                    |                                      |                        |                              |  |
| 3 | Reap What You Sow (Você Colhe o Que Planta)          | Papa Bear                          | Semhar                               | 10,71                  | 28 de setembro de 2011       |  |
| O correio do dia 6 anunciou o primeiro duelo na Ilha da Redenção. As tribos foram instruídas a enviarem dois membros para testemunharem o duelo, sendo que Upolu enviou Coach e Stacey, enquanto Savaii enviou Ozzy e Elyse. Duelo na Ilha da Redenção: Na prova Over Extended, a mesma utilizada em Survivor: Samoa, as duelistas devem equilibrar uma estátua de madeira no topo de uma vara. Em intervalos regulares, um pedaço adicional deve ser acrescido ao segmento final da vara inicial, fazendo-a mais alta e mais difícil de equilibrar. O último competidor que permanecer equilibrando sua estátua, sem derrubá-la, vence o duelo e permanece na disputa. - - Vencedor: Christine Antes do começo do duelo, Semhar recitou mais poemas para ajudar a acalmá-la, mas isso não a ajudou e ela foi derrotada por Christine. No dia 7 em Upolu, Brandon sentiu-se culpado por ter mentido para sua tribo para tentar conquistar votos contra Mikayla. Ele finalmente contou ao grupo a verdade sobre sua família e mostrou suas tatuagens, aproveitando o ensejo para se desculpar por ter mentido para eles. Em particular, Brandon e Mikayla discutiram por ele querer insistentemente querer eliminá-la. Depois de Brandon sentir-se ameaçado por causa de seu comportamento, ele reuniu o resto da tribo e disse-lhes que estava chateado com a forma que Mikayla o abordou. Em Savaii, Ozzy decidiu que era hora de compartilhar com alguém o fato dele ter descoberto e estar de posse do Ídolo de Imunidade. Ele contou para Keith, que por sua vez, resolveu compartilhar a informação com Whitney para conquistar a confiança dela. Prova de Recompensa/Imunidade: Um membro de cada tribo deve correr sobre uma ponte flutuante carregando uma prancha de bodyboard presa a uma corda no início da prova Hitching a Ride. No final da plataforma o competidor deve recuperar um saco contendo um grande pedaço de tecido que é uma das partes que comporá a bandeira da tribo na etapa final da prova. De posse de um dos sacos, o competidor deve deitar sobre a prancha enquanto a corda é recolhida por outros quatro membros da tribo que estão na praia. O processo deve ser repetido até que cinco sacos sejam recolhidos e trazidos de volta à praia, quando dois outros membros no alto de uma alta estrutura devem resgatar os sacos usando ganchos. Finalmente, quando os cinco sacos estiverem no alto da plataforma, os dois competidores que os içaram com os ganchos, devem desenrolar o tecidos e ordená-los de forma a completar a bandeira de sua tribo. A primeira tribo com sua bandeira corretamente montada ganha a prova. - Recompensa: Chocolate, biscoitos, café, leite em pó, chá e açúcar - Tribo Vencedora: Upolu A prova combinada de recompensa e imunidade foi vencida pela tribo Upolu graças ao excelente desempenho de Coach na etapa dos ganchos. De volta ao acampamento Savaii, Cochran e Papa Bear compartilharam seus medos a respeito da possibilidade de um deles ser enviado para a Ilha da Redenção no iminente Conselho Tribal e, o outro ser enviado, no próximo Conselho no qual sua tribo estiver presente. O restante da tribo decidiu eliminar Papa Bear, mas contariam para ele que votariam em Cochran. Ozzy contou a Cochran sobre o plano. Quando Jim e Ozzy contaram para Papa Bear que iriam eliminar Cochran, Papa Bear sabia que estava sendo enganado e partiu, imediatamente, a procura do Ídolo de Imunidade Escondido, em sua última tentativa de se salvar. Elyse e Jim o seguiram dentro da floresta enquanto este procurava pelo Ídolo. Sem sucesso em sua busca, Papa Bear decidiu criar um falso Ídolo, usando-o como blefe para enganar a tribo. Papa Bear contou para Jim que havia encontrado o Ídolo. Cochran percebeu que Papa Bear estava blefando, mas mesmo assim ficou preocupado com a possibilidade da tribo mudar seus votos e eliminá-lo ao invés de Papa Bear. No Conselho Tribal, foi confirmado o blefe de Papa Bear e ele foi enviado para Ilha da Redenção por 6-1-1 votos. |                                                      |                                    |                                      |                        |                              |  |
| 4 | Survivalism (Sobrevivencialismo)                     | Stacey                             | Papa Bear                            | 10,72                  | 5 de outubro de 2011         |  |
| Jim estava preocupado com o fato de Ozzy e Elyze estarem criando um elo mais forte do que o restante da tribo poderia perceber. Ciente de que não poderia sugerir a eliminação de Ozzy nesta altura da competição, ele compartilhou com Cochran um plano para eliminarem Elyze no próximo Conselho Tribal da tribo. Cochran concordou com a ideia vendo uma maneira de permanecer no jogo por pelo menos mais três dias. Em Upolu, Brandon ainda estava se sentindo atormentado pelas suas ações e mentiras prévias e decidiu que a partir daquele momento seria um jogador mais honesto. Ele se desculpou com Mikayla pelo seu desentendimento com a garota em frente de toda a tribo. Ele também contou para Edna que ela não era parte da aliança majoritária da tribo que consistia em Albert, Brandon, Coach, Sophie e Rick, sendo que ela era apenas um sexto membro subordinado a todos os outros. Para o duelo da Ilha da Redenção a tribo Savaii foi representada por Cochran e Jim enquanto Brandon e Edna representaram a tribo Upolu. Duelo na Ilha da Redenção: No desafio Sandbagging os competidores devem arremessar sacos de areia na tentativa de acertá-los sobre grandes caixotes. O primeiro competidor que acertar um saco sobre seus dez caixotes permanece na disputa. - - Vencedor: Christine Antes de o duelo começar, Brandon se desculpou com Christine sobre o modo como decorreu o Conselho Tribal no qual ela foi enviada para a Ilha da Redenção. No duelo, Christine sobrepujou Papa Bear e venceu seu segundo desafio seguido. A revelação de Brandon sobre a posição de Edna na aliança a fez repensar sua situação e tomar mais cuidado com suas ações no jogo. Edna decidiu enfatizar seu jogo social sendo mais cordial e política com os outros jogadores, uma vez que ela não era uma forte competidora no aspecto físico. Entretanto, o falatório constante e as risadas de Edna irritaram Mikayla e Stacey. Em Savaii, Cochran discutiu com Dawn a possibilidade de Elyse ser a próxima eliminada. Prova de Recompensa/Imunidade: Na prova Shoulder the Load, previamente utilizada em Survivor: The Australian Outback, Survivor: Pearl Islands e Survivor: Tocantins, três membros de cada tribo, dois homens e uma mulher, têm um mastro apoiado em suas costas, sobre os ombros, e a cada rodada sacos de areia são adicionados a este. A cada poucos minutos, dois membros da tribo oposta escolhem quem carregará o peso extra de nove quilos. Quanto o peso for muito para o competidor suportar, ele deve soltar o mastro sendo eliminado do desafio. O último competidor que permanecer segurando o peso ganha a recompensa para sua tribo. - - Tribo Vencedora: Savaii Na Prova combinada de recompensa e imunidade, Savaii escolheu Dawn, Jim e Keith para serem os carregadores de peso, enquanto Upolu escolheu Albert, Brandon e Stacey. Keith foi o primeiro a ser eliminado da prova após 26 minutos de competição e enquanto segurava 82 kg. Albert saiu na sequência e com a mesma quantidade de peso. Jim e Brandon quebraram o recorde da prova que era de Rupert Boneham em Survivor: Pearl Islands e James "J.T." Thomas, Jr. e Brendan Synnott de Survivor: Tocantins que previamente já suportaram 100 kg. Ambos suportaram 110 kg, mas foram eliminados da prova quando mais 9,1 kg foram acrescidos. Da mesma forma que Survivor: Tocantins, a prova foi decidida entre duas mulheres: Dawn e Stacey. Ambas seguravam 64 kg quando Stacey não suportou mais o peso e foi eliminada da prova, dando a Savaii a vitória. Apesar de Stacey achar que tinha provado seu valor como competidora física devido seu desempenho no desafio, ela ainda estava preocupada que poderia ser a próxima eliminada. Stacey perguntou a Coach sobre sua situação, e o treinador revelou que a votação poderia ser entre ela ou alguma outra pessoa da tribo. Diante de sua atual situação, Stacey tentou agitar as coisas dizendo para Brandon que ele deveria tomar cuidado com Albert, Mikayla e Sophie. Brandon contou para Coach as notícias, mas foi repreendido pelo treinador que o alertou dizendo que ele não deveria acreditar em alguém que estava prestes a ser eliminada, nem em ninguém fora da sua aliança. Sophie e Coach estavam preocupados com as ações e a paranoia de Brandon e cogitaram a hipótese de, para proteger a aliança Upolu, ele deveria, em algum momento no futuro, ser eliminado e que Mikayla poderia assumir seu lugar na aliança. No Conselho Tribal Brandon teve um colapso emocional por sentir que tinha que provar sua índole para a tribo a respeito de ser um parente do infame Russell Hantz e que deveria, também, limpar o nome da família. A tribo discutiu sobre honestidade e lealdade dentro da tribo. Quando os votos foram lidos, as preocupados de Stacey sobre ser a próxima eliminada se confirmaram e ela foi enviada para a Ilha da Redenção com 7-1 votos. Quando Stacey estava deixando a área do Conselho Tribal, Coach propôs que a tribo desse um abraço nela, mas Stacey rejeitou o gesto como que sentindo que tudo o que a tribo falou sobre honestidade e lealdade fosse mentira. |                                                      |                                    |                                      |                        |                              |  |
| 5 | Taste the Victory (Saboreie a Vitória)               | Elyse                              | Stacey                               | 10,69                  | 12 de outubro de 2011        |  |
| Quando Stacey chegou à Ilha da Redenção prometeu contar para os representantes da tribo Savaii que Coach estava no comando da tribo Upolu. No acampamento Upolu, Brandon se ofendeu por Mikayla ter perguntado, durante o último Conselho Tribal, se o motivo dele não gostar dela era por ele ser um Hantz. Albert, Mikayla, Dawn e Whitney foram testemunhar o duelo na Ilha da Redenção, onde Christine e Stacey contaram para as representantes da tribo Savaii que Benjamin (elas se recusaram a chamá-lo pelo apelido de Coach) estava no controle da tribo Upolu, Albert era seu braço direito e todos os outros eram mentirosos. Duelo na Ilha da Redenção: Na prova Simmotion, também utilizada em Survivor: Tocantins para definir o primeiro finalista daquela temporada, os duelista devem pegar e recolocar, continuadamente, uma bola dentro de um percurso espiralado de metal através de uma abertura no topo do sistema na prova. A cada poucos minutos, uma bola adicional é acrescentada no percurso até que seis bolas estejam rodando simultaneamente. Um gatilho no meio do percurso faz com que as bolas se alternem entre duas saídas existentes. Se uma bola sai do percurso e não é agarrada, o competidor é eliminado da competição. - - Vencedor: Christine Christine venceu seu terceiro duelo seguido. Ao retornarem para o acampamento, Albert e Mikayla contaram sobre os eventos na Ilha da Redenção, os quais deixaram Coach preocupado por achar que isso o tornava um alvo. Albert encontrou a pista para o Ídolo de Imunidade, mas, incapaz de encontrá-lo sozinho, resolver compartilhar a informação com Coach e Sophie. Coach acabou encontrando o Ídolo e contou para sua nova subaliança. Prova de Recompensa/Imunidade: No desafio Pig Out os competidores devem arrancar pedaços de carne de um grande porco assado usando apenas a boca e depositá-los em uma cesta. Ao final de dez minutos a tribo com a maior quantidade de carne vence a prova. - Recompensa: Vegetais, temperos, pão e toda a carne coletada na prova - Tribo Vencedora: Upolu A prova combinada de imunidade e recompensa foi vencida pela tribo Upolu por uma pequena margem de diferença (apenas 56,7 gramas), mantendo a alternância de vitórias entre as tribos. No acampamento Savaii, Ozzy queria eliminar Cochran, enquanto que Jim, Cochran e Dawn queriam enganar e eliminar Elyse quebrando a aliança dela com Ozzy e desta forma manterem Ozzy sobre controle. Na tentativa de conquistar o majoritário quarto voto, Jim contou seu plano para Keith. Keith ficou indeciso e compartilhou o plano com Whitney e ambos pensaram como poderiam eliminar Elyse sem perder a confiança de Ozzy. Concluíram que uma boa forma seria não votar em Elyse nem em Cochran, mas em uma terceira pessoa aleatória. Assim, no Conselho Tribal Whitney e Keith votaram em Dawn enquanto que o trio votou e eliminou Elyse por 3-2-2 votos. |                                                      |                                    |                                      |                        |                              |  |
| 6 | Free Agent (Agente Independente)                     | Mikayla                            | Elyse                                | 11,24                  | 19 de outubro de 2011        |  |
| Quando Savaii retornou para seu acampamento, Ozzy sentiu-se traído por sua tribo e se declarou um "agente autônomo" em relação às alianças com a tribo. Com intenção de esclarecer todos os assuntos com a tribo, Ozzy revelou que tinha a posse do Ídolo de Imunidade. Enquanto Ozzy deixava claro suas novas intenções, o restante da tribo achava que ele estava sendo muito infantil por causa da enganação no Conselho. Em Upolu, Brandon encontrou a pista para o Ídolo de Imunidade escondido e a compartilhou com Coach e Albert. Brandon partiu à procura do artefato desconhecendo o fato de Coach já tê-lo encontrado. Coach e Albert concordaram em contar para Brandon que eles já estavam de posse do Ídolo antes que a situação saísse do controle. Duelo na Ilha da Redenção: No desafio Lost in the Shuffle os duelistas competem em uma variação de shuffleboard, no qual cada competidor começa a disputa com quatro discos no centro da mesa e alternadamente devem arremessar um disco com o objetivo de retirar da mesa os discos do adversário. O primeiro competidor que derrubar todos os discos do adversário vence e continua no jogo. - - Vencedor: Christine Sophie, Rick, Ozzy e Keith testemunharam a dominação de Christine na Ilha da Redenção quando esta venceu seu quarto duelo seguido. No acampamento Upolu, Edna continuou se aproximando de Coach como artifício para mudar sua posição de intrusa na sólida aliança de Coach, Rick, Sophie, Brandon e Albert. No dia 15, Ozzy percebeu que seu ataque de fúria e petulância após o Conselho Tribal foi um erro e tentou consertar as coisas com sua tribo. Prova de Recompensa/Imunidade: Três membros de cada tribo devem montar um carrinho de mão e, então, empurrá-los através de uma série de obstáculos na prova Losing Face. Ao longo do caminho, eles devem para em duas estações e coletar uma carga de cocos. No final do percurso de obstáculos, os três integrantes devem despejar os cocos dentro de uma caixa. Três outros competidores devem desmontar o carrinho de mão e reorganizar as peças na forma de um estilingue e, usando os cocos como munição, atirar e derrubar seis alvos. Ganha a prova a primeira tribo com os seis alvos derrubados. - - Tribo Vencedora: Savaii Na prova combinada por recompensa e imunidade, Savaii lutou durante a primeira metade do desafio, ficando atrás de Upolu. Quando Mikayla errou vários arremessos com o estilingue, Coach tentou convencê-la a se sentar e deixar outro tentar, mas ela recusou. Por Savaii Jim e Keith conduziram a maioria dos arremessos e o bom desempenho de ambos fez com que a tribo se recuperasse, ultrapassasse Upolu e vencesse o desafio. Coach responsabilizou Mikayla pela derrota da tribo e queria eliminá-la, mesmo ele não tendo contribuído em nada para a vitória de sua tribo e tendo errado todos os seus arremessos. Albert contou para Mikayla que seria capaz de convencer sua aliança a eliminar Edna ao invés dela. Sophie concordou com o plano de Albert. Brandon disse que manteria sua palavra e não votaria em Edna por ela ser parte de sua aliança original. Albert e Sophie tentaram convencer Coach de que Edna era a mais fraca nos desafios e que eles precisariam de Mikayla para terem chances de vencer as próximas provas. Entretanto, Coach estava certo de que Edna era fiel a ele e, dessa forma, poderia manipulá-la para fazer o que ele quisesse, enquanto que Mikayla não. Com a aliança dividida, Rick se tornou o voto de desempate e tanto Coach quanto Albert tentaram convencê-lo a votar a seu favor. No Conselho Tribal, Rick seguiu com Coach e votou em Mikayla que foi enviada para a Ilha da Redenção por 4-3 votos. |                                                      |                                    |                                      |                        |                              |  |
| 7 | Trojan Horse (Cavalo de Tróia)                       | Ozzy                               | Mikayla                              | 11,79                  | 26 de outubro de 2011        |  |
| Quando Upolu voltou ao seu acampamento após o Conselho Tribal, a maior parte da tribo expressou preocupação de que os recorrentes desequilíbrios de Brandon nos Conselhos poderia prejudicar seu futuro no jogo. Edna, entretanto, secretamente desejava que Brandon mantivesse seu comportamento, desviando as atenções dela. Duelo na Ilha da Redenção: Os competidores devem desmontar uma caixa e usar as pranchas para construir uma ponte. Assim que cruzarem a ponte recém-construída, eles devem utilizar algumas das pranchas para resolver um enigma. O primeiro competidor que resolver o quebra-cabeça permanece no jogo. - - Vencedor: Christine Sophie, Albert, Ozzy e Cochran assistiram na Ilha da Redenção o duelo entre Christine e Mikayla. Apesar do incentivo recebido de Sophie e Albert, Mikayla perdeu o desafio para Christine que acumulou sua quinta vitória seguida. Diante da dominação de Christine na Ilha da Redenção e da possibilidade de Savaii poder perder o próximo desafio por imunidade, Ozzy começou a considerar a possibilidade de se voluntariar para ser votado para a Ilha da Redenção como estratégia para eliminar Christine em um possível último duelo antes da fusão tribal. Caso a estratégia de Ozzy funcione e realmente ocorra a fusão tribal nos próximos dias isso daria a oportunidade de Savaii chegar na fusão com o mesmo número de integrantes que a tribo Upolu. Ozzy compartilhou com Cochran seu plano e disse que confiaria a alguém da tribo a posse de seu Ídolo de Imunidade enquanto este estivesse na Ilha da Redenção. Em Upolu, Coach incentiva a todos os seus companheiros a "procurarem" pelo Ídolo de Imunidade que está escondido no acampamento. Coach, Albert e Sophie simularam para os outros membros da aliança uma caça ao Ídolo. Enquanto passavam pelo Correio encontraram um pacote anunciando o próximo desafio. Eles aproveitaram a oportunidade comunicaram aos outros competidores que eles tinham duas grandes notícias: o anúncio da próxima prova e a “descoberta” do Ídolo de Imunidade. Prova de Recompensa/Imunidade: As tribos devem se dividir em duplas. Uma dupla atua como orientadores para os outros pares que navegam, vendados e unidos a uma corda, através de um percurso de obstáculos a fim de coletar quatro pacotes com máscaras. Por fim, uma dupla utilizando apenas o tato e sem ajuda do restante da tribo deve ordenar em pares as máscaras coletadas. A primeira tribo que conseguir ordenar as oito máscaras coletadas ganha o desafio. - Recompensa: Assistir a uma exibição de Jack and Jill - Tribo Vencedora: Upolu No Desafio de Imunidade/Recompensa, Upolu escolheu Coach e Rich como orientadores, enquanto Savaii usou Jim e Cochran para a tarefa. Durante a terceira troca de pares para recuperar o pacote final com máscaras, Cochran se atrapalhou e fez com que Savaii perdesse a vantagem que possuía e que não conseguiu recuperar novamente, dando a vitória para Upolu. Ozzy ficou extremamente irritado com o erro de Cochran, o que fez Cochran ficar preocupado com a vigência do plano prévio de Ozzy se voluntariar para ser enviado para a Ilha da Redenção. Quando Savaii voltou para o acampamento, eles culparam Cochran pela derrota e lhe disseram que ele poderia tentar se redimir na Ilha da Redenção. Entretanto, na manhã seguinte, a ira sobre Cochran tinha diminuído. Ozzy apresentou seu Ídolo de Imunidade à tribo e expôs seu plano de se voluntariar para ser enviado para a Ilha da Redenção. Jim e Keith ficaram preocupados por Ozzy se voluntariar para ser eliminado e, caso a fusão tribal não acontecesse no dia seguinte, Savaii estaria em desvantagem tendo que competir com Cochran no próximo desafio de imunidade e sem a presença de Ozzy. No Conselho Tribal, Ozzy se ofereceu para ser votado, dizendo que, quando estivesse na Ilha da Redenção, contaria para Christine que Cochran havia encontrado o Ídolo de Imunidade e usado para enganar Ozzy. Antes dos votos serem lidos, Ozzy entregou o Ídolo para Cochran e o fez prometer que o devolveria quando Ozzy retornasse ao jogo. Quando os votos foram lidos, o plano de Ozzy foi posto em prática e, por 5-1 votos, ele foi enviado para a Ilha da Redenção. |                                                      |                                    |                                      |                        |                              |  |
| 8 | Double Agent (Agente Duplo)                          | Keith                              | Christine                            | 11,95                  | 2 de novembro de 2011        |  |
| Duelo na Ilha da Redenção: Os competidores devem usar cordas para unir pedaços de vara a fim de construir uma vara maior com a qual possam recuperar três chaves mantidas isoladas. O primeiro competidor que conseguir recuperar todas as três chaves, destrancar os respectivos cadeados e atravessar a porta de saída vence o duelo. - - Vencedor: Ozzy Quando Ozzy chegou à Ilha da Redenção, ele contou para Christine sua versão de como tinha sido enganado e eliminado por Cochran. No dia do duelo, ambas as tribos chegaram para assistir o desafio e Upolu ficou surpresa em ver Ozzy na arena. Quando Jeff perguntou se Ozzy estava surpreso em estar ali, este falou sobre o ressentimento que tinha com Cochran, mas Albert e Coach suspeitaram da atuação de Ozzy. Após anunciar as regras do duelo, Jeff comunicou que o vencedor retornaria ao jogo. Ozzy sobrepujou Christine no desafio e conseguiu recuperar todas as suas três chaves, destrancar os cadeados e cruzar a porta sem que Christine tivesse conseguido recuperar uma chave sequer. Após a eliminação de Christine Jeff oficializou a entrada de Ozzy ao jogo e anunciou que as tribos estavam fundidas. Após o tradicional banquete pós-fusão, Cochran tentou parecer um excluído, mas Coach percebeu as reais intenções dos Savaiis e expôs para Cochran que sabia exatamente o que eles tinham planejado. Cochran decidiu abandonar sua antiga tribo e seguir com os Upolus, aos quais contou todos os planos de Savaii e sua política tribal. Cochran considerou a si mesmo como um grande estrategista, mas não um estrategista do mal, pois devolveu para Ozzy o Ídolo de Imunidade que estava de posse. Cochran e Dawn conversaram sobre o fato de serem os excluídos dentro de sua tribo e ela considerou a hipótese de mudar de lado juntamente com Cochran. Prova de Imunidade: Os competidores devem equilibrar uma pequena plataforma enquanto devem segurar um coco preso entre duas cordas. Em intervalos regulares, o comprimento da corda é aumentado dificultando o processo de segurar o coco. O último homem e a última mulher que permanecerem segurando seus respectivos cocos ganham imunidade. - - Vencedores da Imunidade: Dawn e Ozzy No Desafio de Imunidade Individual, após todos os outros jogadores serem eliminados, Dawn derrotou Sophie enquanto Ozzy derrotou Albert pelo colar de imunidade. Quando a tribo voltou ao seu acampamento, os antigos Savaii comemoraram seu plano para enganar Upolu e eliminar Rick, elaborado antes da fusão tribal. Pensando que os votos contra sua tribo seriam para Whitney, Ozzy cogitou entregar o Ídolo de Imunidade para ela no Conselho Tribal. Eles apenas não contavam que Cochran imediatamente revelou para Sophie os planos de sua tribo. Dawn perguntou para Cochran o que ele estava pensando fazer e ele lhe contou que cogitava mudar de lado. Enquanto, que anteriormente Dawn houvesse dito que mudaria de lado juntamente com Cochran, agora ela queria permanecer fiel aos seus companheiros de tribo. No Conselho Tribal, a tribo Upolu declarou que não acreditaram na encenação de Ozzy e sua tribo durante o duelo da Ilha da Redenção. Antes dos votos serem lidos, Ozzy usou seu Ídolo de Imunidade, imunizando Whitney. Todavia, Savaii fez uma jogada errada, pois nenhum dos votos contra eles foi direcionado para Whitney. Os seis votos dos Savaii foram contra Rick e os seis votos dos Upolu foram direcionados para Keith. Na segunda votação, Cochran mudou seu voto e ajudou Upolu a eliminar Keith, que foi enviado para a Ilha da Redenção por 6-4 votos. Após a saída de Keith, Cochran confessou para Ozzy e Jim que ele havia mudado seu voto e que explicaria os motivos depois. Jim o chamou de covarde e Brandon partiu imediatamente em sua defesa, dizendo para Cochran permanecer perto dele assim que saíssem do Conselho Tribal. |                                                      |                                    |                                      |                        |                              |  |
| 9 | Cut Throat (Garganta Cortada)                        | Ozzy Jim                           | Não houve duelo                      | 11,80                  | 9 de novembro de 2011        |  |
| Quando a tribo Te Tuna retornou ao acampamento, Ozzy, Jim e Whitney confrontaram Cochran sobre sua traição no Conselho Tribal. Cochran procurou refugio e proteção junto com sua nova aliança, os antigos membros da tribo Upolu. Coach perguntou à Cochran quem ele gostaria que fosse o próximo eliminado e ele respondeu que gostaria que fosse Ozzy por ser uma ameaça física nos desafios ou Jim por motivos pessoais. Prova de Imunidade: Os competidores devem arremessar cocos tentando acertá-los em um buraco no chão. Os quatro primeiros que acertarem um coco no buraco passam para a próxima etapa. Nesta etapa, os competidores remanescentes devem abrir cocos, colocar a água do interior do fruto em suas bocas e, então, atravessar um percurso com uma série de obstáculos. Ao final do percurso, eles devem despejar a água em suas bocas dentro de um tubo e repetir todo o processo até o tubo se encha com água. O primeiro que completar o tubo ganha o desafio. - - Vencedor da Imunidade: Jim No desafio de imunidade, Dawn, Whitney, Jim e Sophie avançam para a segunda etapa. Nesta fase, Jim e Sophie lideram a prova que termina com a vitória de Jim após Sophie se engasgar com a água em sua boca e ter que voltar ao início do percurso. Ao retornarem para o acampamento, Jim propõe um plano para tentarem agitar o iminente Conselho Tribal. Seu plano consistia em dar o colar de imunidade para o Ozzy e fazer um empolgante discurso na tentativa de conseguir dois votos da aliança Upolu contra Cochran e eliminá-lo. No Conselho, Jim e Ozzy lutaram para permanecerem na competição. No final Jim não abriu de sua imunidade, pois foi alertado pela aliança rival que, caso o fizesse, eles o eliminariam no lugar de Ozzy. Desta forma, o destino de Ozzy estava selado e, apesar de seus esforços, foi enviado para a Ilha da Redenção com Dawn e Whitney, suas aliadas, votando contra ele juntamente com a aliança Upolu. Prova de Imunidade: Enquanto se equilibram sobre uma viga de madeira que vai se estreitando no decorrer das três etapas que compõe o desafio, os competidores devem equilibrar uma bola no topo de um arco de madeira. Em intervalos regulares os competidores devem avançar para o estágio seguinte da viga de madeira que é mais estreito que o anterior. O último competidor que permanecer na viga equilibrando sua bola vence o desafio e ganha imunidade. - - Vencedor da Imunidade: Whitney Após anunciar as regras do desafio de imunidade, Jeff ofereceu aos competidores a opção de abrir mão da imunidade para desfrutarem de bolos e café gelado. Sentindo-se seguros todos os membros da antiga tribo Upolu mais Cochran desistiram do desafio para poder comer, deixando que o colar de imunidade fosse decidido entre Dawn, Jim e Whitney. Jim foi o primeiro a sair da prova e Whitney prevaleceu sobre Dawn e ganhou o desafio. Sabendo que provavelmente seria o próximo eliminado, Jim se aproximou de Albert e Sophie para saber o que achavam da possibilidade de enganarem Edna no próximo Conselho Tribal, mas Albert e Sophie não se mostraram muito animados com a ideia. Albert trouxe um plano alternativo, no qual eliminariam Dawn por considera-la uma ameaça maior do que Jim, principalmente, porque Dawn estava se infiltrando na aliança Upolu e Albert temia que ela encontra-se um meio de avançar no jogo. Ele discutiu seu plano com sua aliança, mas eles se mostraram desinteressados no assunto. No Conselho Tribal, a aliança Upolu manteve seu plano original e Jim foi enviado para a Ilha da Redenção |                                                      |                                    |                                      |                        |                              |  |
| 10 | Running the Show (Comandando o Show)                 | Dawn Whitney                       | Jim Keith                            | 11,66                  | 16 de novembro de 2011       |  |
| No dia 25, Cochran tentou agradar Coach e se junta a ele em uma sessão de tai chi na praia. Coach afirmou que faria de tudo para manter Cochran mais tempo no jogo após sua aliança original ter sido eliminado, mas o alertou de que Albert estava planejando algo para eliminá-lo o mais breve possível. Na Ilha da Redenção, Keith, Ozzy e Jim batalharam entre si para determinar quem permaneceria no jogo. Jeff recebeu os duelistas na arena e, após explicar as regras do desafio, anunciou que somente um competidor sobreviveria na competição, os perdedores se tornariam, respectivamente, o primeiro e segundo membros do júri. Jim foi o primeiro a cair e se tornou o primeiro membro do júri, Keith cedeu em seguido e ocupou o segundo lugar do júri. Sozinho na Ilha da Redenção, Ozzy refletiu que estar nessa posição não era uma situação ruim para ele, uma vez que estava longe do estresse do acampamento e tinha bastante comida tendo, assim, a chance de se recarregar física e mentalmente tornando-se uma ameaça maior nos desafios que se seguiriam até o final do jogo. No acampamento Te Tuna, Cochran tentou recuperar um pouco da confiança perdida de Dawn e Whitney, ajudando-as a avançar mais na competição. No desafio de imunidade, Sophie derrotou Dawn e Brandon enquanto o restante lutava para tentar avançar na prova. Após Jeff entregar o colar de imunidade, anunciou que haveria uma mudança no jogo que seria realizada no Conselho Tribal daquela noite. De volta ao acampamento, Dawn e Whitney conversaram com Albert e Cochran sobre enganarem alguém da aliança Upolu. Albert cogitou enganar Edna que poderia bajular os antigos membros da Savaii que estavam no júri. Coach, entretanto, achou as atitudes de Albert suspeitas e considerou que era hora de intervir. Ele avisou para todos os membros da aliança Upolu que qualquer um que os traísse poderia se considerar “morto”. No Conselho Tribal, a aliança Upolu permaneceu intacta e Dawn foi enviada para a Ilha da Redenção por 7-2 votos. Assim que Dawn saiu da área do Conselho Jeff revelou qual era a mudança que ele havia anunciado mais cedo. Um desafio de imunidade ocorreria imediatamente, seguido de uma segunda rodada de votação, na qual mais um competidor seria enviado para a Redenção. Por pouco a aliança Upolu evitou ter que votar em um de seus membros, quando Sophie derrotou Whitney acertando a pergunta final feita por Jeff. Na rodada de votação, Upolu conseguiu enviar o último membro excluído da antiga Savaii para a Ilha da Redenção. Whitney, se juntou a Dawn e Ozzy após ser receber 7-1 votos. |                                                      |                                    |                                      |                        |                              |  |
| 11 | A Closer Look (Um Olhar Aproximado)                  | -                                  | -                                    | 7,98                   | 23 de novembro de 2011       |  |
| Recapitulazação dos primeiros 27 dias de jogo apresentando algumas cenas bônus. |                                                      |                                    |                                      |                        |                              |  |
| 12 | Cult Like (Como um Culto)                            | Cochran                            | Dawn Whitney                         | 11,05                  | 30 de novembro de 2011       |  |
| Temendo que a aliança original da tribo Upolu se voltasse contra ele agora que todos os outros Savaiis originais já tinham sido eliminados, Cochran fez um apelo para o núcleo central da aliança Upolu (Albert, Brandon, Coach, Rick e Sophie) mantê-lo no jogo por, pelo menos, mais um Conselho Tribal. Cochran alegou que a aliança estava em débito por ele ter trocado de lado e traído seus companheiros originais e, também, porque ele faria aniversário em três dias. Assim que Cochran saiu, Albert e Coach concordaram que eles tinham uma dívida com ele, mas Sophie discordou dos dois e disse que não sentia que devia coisa alguma a Cochran, ao contrário, achava que devia mais à Edna do que a Cochran. No duelo da Ilha da Redenção, Ozzy derrotou Dawn e Whitney que se tornaram, respectivamente, terceiro e quarto membros do júri. No dia 29, no acampamento, a tribo estava frustrada devido à preguiça de Albert. Sabendo que estava em último lugar na aliança Upolu, a frente apenas de Cochran, Edna pediu que Coach a aconselhasse sobre como ela poderia avançar no jogo. Todavia, Coach estava indeciso entre se manter leal a sua aliança de cinco ou manter Cochran e Edna no jogo já que tinha certeza que esses dois jamais votariam contra ele. No desafio combinado de recompensa e imunidade, Albert, Rick e Sophie passaram para a rodada final, na qual Albert derrotou Rick. Após o término da prova, Jeff contou para Albert que ele poderia escolher alguém para juntar-se a ele para desfrutar da recompensa. Albert escolheu Coach. Albert perguntou a Jeff se ele poderia levar mais alguém para a recompensa, mas Jeff disse que não. Albert, então, perguntou se poderia desistir do prêmio e ceder o lugar a outra pessoa, Jeff permitiu e Albert deu seu lugar para Cochran, como presente de aniversário. O aniversário era uma mentira de Cochran, que a usou na tentativa de sensibilizar seus adversários e ganhar mais alguns dias no jogo. Durante a massagem, prêmio da recompensa, Coach disse para Cochran que lutaria para mantê-lo no jogo. Assim que o tempo no spa acabou e eles retornaram ao acampamento, Cochran tentou fazer com que Albert votasse em Rick. Ele concordou desde que Coach e Edna se juntassem a eles no plano. Cochran contou a Edna sobre o plano e as condições de Albert e ela concordou. Quando contou para Coach este ficou inseguro sobre manter-se leal a sua aliança original ou criar uma nova naquela altura do jogo. No Conselho Tribal, Cochran novamente levantou a questão de que sentia que a aliança Upolu tinha um débito com ele por ter traído seus companheiros. Edna confessou sua tristeza em saber que estava em último na aliança Upolu, por ter sido a última a integrar o grupo antes da fusão tribal. Em determinado momento do Conselho, Brandon declarou que votaria em Cochran e na próxima votação eliminaria Edna e a sua falta de jogo estratégico foi discutida pela tribo. Na hora da votação, Albert e Coach decidiram ficar ao lado de sua aliança original e votaram contra Cochran, enviando-o para a Ilha da Redenção. |                                                      |                                    |                                      |                        |                              |  |
| 13 | Ticking Time Bomb                                    | Edna                               | Cochran                              | 11,59                  | 7 de dezembro de 2011        |  |
| Quando Cochran chegou à Ilha da Redenção, ele sentia que tinha sido usado e descartado pela aliança Upolu. Ozzy perguntou em quem Cochran votaria no Conselho Tribal Final, mas ele não respondeu e se sentiu insultado pela insinuação de que perderia o iminente duelo e seria enviado para o júri. No dia 31, no acampamento, Edna expressou sua frustração por ser tratada como uma excluída na aliança Upolu. E enquanto, chorosa, apelava para Coach pedindo que ele encontrasse uma maneira de poupá-la na próxima votação, Brandon rudemente interrompe a conversa dos dois, gritando pelo acampamento que eles haviam recebido correio que continha um celular Sprint HTC Evo 3D. O aparelho trazia mensagens de vídeo dos parentes dos competidores. Antes de iniciar o duelo da Ilha da Redenção, Jeff pegou o celular de voltar e anunciou que haveria uma alteração no jogo para esse duelo, mas que seria revelada mais tarde apenas. No duelo Cochran sofreu durante a fase do gancho e ficou atrás no desafio, ele conseguiu alguma recuperação durante o estágio do labirinto, mas não foi suficiente para derrotar Ozzy. Assim que Cochran deixou a arena da Ilha da Redenção, Jeff trouxe ao local todos os parentes dos competidores e revelou a mudança que havia anunciado anteriormente. Como vencedor do duelo, Ozzy teria que escolher uma pessoa para passar algum tempo com seu parente. Ozzy escolheu Albert e sua mãe. Jeff disse para Ozzy escolher mais um competidor e ele escolheu Coach e seu irmão. Jeff disse que ele podia escolher um último competidor para se juntar a Albert, Coach e seus familiares. Ozzy escolheu Brandon e seu pai. Assim que Edna, Rick e Sophie deixaram a Arena, Jeff entregou o celular de volta para Ozzy e revelou para os sete que eles passariam o tempo juntos na Ilha da Redenção. Durante a visita Coach teve a oportunidade de prometer a Ozzy que “como um cristão” eles iriam juntos para o Conselho Final caso Ozzy retornasse ao jogo. O pai de Brandon tentou convencê-lo de que ele precisava jogar para vencer e nem sempre jogar com honra. O pai de Brandon, ainda, falou que Brandon seria qualquer ordem de Coach se ele o levasse para o Conselho Tribal Final, mas Coach se irritou com a tentativa de manipulação. Durante o desafio de imunidade, depois que Brandon fez seu último movimento, ele anunciou que estava jogando para evitar que uma pessoa em particular ganhasse a imunidade. Edna ficou irritada com as declarações, pois sabia que ele se referia a ela. No final Coach derrotou Edna com uma pequena margem de vantagem e conquistou o Colar de Imunidade. Quando a tribo retornou ao acampamento, Sophie e Rick se irritaram com a atitude de Brandon durante o desafio. Brandon tentou se desculpar com Edna, mas ela não aceitou o pedido de desculpas por acreditar que Brandon não estava sendo sincero. Edna apelou para Albert, Coach e Sophie para seguirem o mantra da tribo e jogarem com “honra, lealdade e integridade” eliminando Brandon no próximo conselho por estar indo contra esses valores. Ainda, tentando se salvar, Edna chamou Coach de lado e pediu que ele passasse seu colar de imunidade para ela ou desse seu ídolo de imunidade, mas Coach recusou alegando que poderia por seu jogo a perder caso fizesse o que Edna estava pedindo. Não desistindo, Edna se voltou a Albert e Sophie, propondo que os três e Coach fizessem um pacto para serem os quatro finalistas do jogo. Acreditando que Edna seria uma pessoa fácil de ser derrotada nas etapas finais, Albert levou em consideração a proposta de Edna. No Conselho Tribal, Edna criticou Brandon por seu comportamento errático e sua rudeza direcionada a ela. Edna, ainda, apelou para o restante da aliança Upolu argumentando que se eles acreditassem verdadeiramente no mantra da tribo, a manteriam e eliminariam Brandon naquela noite. Apesar de todo seu esforço, o núcleo principal da aliança permaneceu unido e mandou Edna para a Ilha da Redenção com 5-1 votos. |                                                      |                                    |                                      |                        |                              |  |
| 14 | Then There Were Five                                 | Brandon                            | Edna                                 | 10,87                  | 14 de dezembro de 2011       |  |
| Percebendo que Sophie estava se tornando uma ameaça no jogo, Albert decidiu enganá-la no próximo Conselho Tribal. Ele constatou que Rick era muito menos perigoso e que seria vantajoso para ele levar Rick e Coach para o Conselho Tribal Final. No duelo da Ilha da Redenção, apesar de Edna receber ajuda verbal dos outros competidores que assistiam à prova nas escadarias da arena, Ozzy continuou imbatível na sua sequência de vitórias. Quando Te Tuna retornou ao acampamento, Albert conversou com Brandon sobre enganarem Sophie no próximo conselho. Enquanto isso, Sophie conversava com Coach e Rick que eles deveriam enviar Brandon para a Ilha da Redenção, pois ele juntamente com Ozzy eram os jogadores mais perigosos do jogo. Albert levou a Coach a ideia de votarem em Sophie, mas Coach disse que Albert estava apenas com medo. Quando Brandon interrompeu a conversa de Albert e Coach, Coach achou que Brandon os estava intimidando e ficou furioso com Brandon. Coach sentiu que Brandon estava agindo como seu tio, Russell Hantz, e tinha que ser eliminado. Depois disso, Coach pediu desculpas por ter trazido o assunto Russell à tona e Brandon aceitou as desculpas garantindo que tudo estava bem. |                                                      |                                    |                                      |                        |                              |  |
| 15 | Loyalties Will Be Broken (Lealdades Serão Quebradas) | Rick8 Ozzy8                        | Brandon                              | 13,07                  | 18 de dezembro de 2011       |  |
| |                                                      |                                    |                                      |                        |                              |  |
| - | The Reunion (A Reunião)                              | Sophie9 Coach9 Albert9             | Sophie9 Coach9 Albert9               | 9,96                   | 18 de dezembro de 2011       |  |
| No final, o júri votou em Sophie para o "último sobrevivente" e junto ao título ganhou o prêmio de um milhão de dólares por 6-3-0 votos sobre Coach e Albert, respectivamente. |                                                      |                                    |                                      |                        |                              |  |

↑8 Não existe mais a Ilha da Redenção. Os competidores foram eliminados do jogo definitivamente.
↑9 O nome grafado em vermelho indica que o competidor foi o vencedor da temporada e, portanto, não foi eliminado. Os nomes grafados em verde  indicam que os competidores foram, respectivamente, o segundo e terceiro colocados e, portanto, não foram eliminados.